# Hongkong na Letnich Igrzyskach Olimpijskich Młodzieży 2010
Hongkong na Letnich Igrzyskach Olimpijskich Młodzieży 2010 w Singapurze reprezentowało 14 sportowców w 7 dyscyplinach.

## Skład kadry

### Jeździectwo
- Jasmine Zin Man Lai

### Lekkoatletyka
- Wai Yee Fung - skok wzwyż - 13 miejsce w finale

### Pływanie
- Ching Tat Lum
  - 50 m. st. dowolnym - 5 miejsce w finale
  - 100 m. st. dowolnym - 23 miejsce w kwalifikacjach
- Kin Tat Kent Cheung
  - 200 m. st. dowolnym - 19 miejsce w kwalifikacjach
- Wai Ting Yu
  - 50 m. st. dowolnym - 12 miejsce w półfinale
- Yvette Man-Yi Kong
  - 50 m. st. klasycznym - 16 miejsce w półfinale
  - 100 m st. klasycznym - 12 miejsce w półfinale
  - 200 m st. klasycznym - 16 miejsce w kwalifikacjach

Sztafeta w składzie mieszanym:
- 4x100 m st. dowolnym - 7 miejsce w finale
- 4x100 m st. zmiennym - 13 miejsce w kwalifikacjach

### Szermierka
- Nicholas Edward Choi
- Jackson Wang

### Tenis stołowy
- Ka Yee Ng
- Chung Hei Chiu

### Triathlon
- Hui Wai Sum Vincci
- Law Leong Tim

### Żeglarstwo
- Ka Kei Man
- Chun Leung Michael Cheng